# Marie-Cécile Donnier
Marie-Cécile Donnier ou Cécile Donnier, née le 12 septembre 1825 à Saint-Pétersbourg et morte le 26 mars 1894 à Paray-le-Monial, est une peintre française.

## Biographie
Marie-Cécile Donnier est la fille d’Étienne-Raphaël Donnier (1790-1860), professeur, et de Marie Joséphine Turin. Sa sœur Marie-Rose-Éléonore Donnier (1818-1899) épousera le clarinettiste et compositeur Hyacinthe Klosé.
Élève d'Alexandre-Gabriel Decamps, elle expose au Salon de 1861 à 1868.
Elle est peintre de portraits et de natures mortes.
Elle dirige une école de dessin à Paris rue Servandoni, transférée en 1867 au no 29 de la rue du Vieux-Colombier.
Devenue Madame Biron, elle est nommée officier d'Académie en 1898 en tant que femme de lettres et artiste peintre.
Elle meurt à son domicile de Paray-le-Monial à l'âge de 68 ans.

## Œuvres dans les collections publiques
- Luçon, Cathédrale Notre-Dame-de-l'Assomption : Le Don du rosaire à saint Dominique, huile sur toile, 1879[6],[7].
- Paray-le-Monial, Musée du Hiéron : Intérieur d’atelier, huile sur toile, 1855[8].